# Museo Delle Cere
Museo Delle Cere (Nederlands: Wassenbeeldenmuseum) is een wassenbeeldenmuseum in de Italiaanse stad Rome. Het in 1958 geopende museum is opgericht door Fernando Canini en gebaseerd op andere wassenbeeldenmusea in Europa.
Het museum telt tien zalen waar verschillende wassen beelden tentoongesteld worden van nationale en internationale beroemdheden.